# Stockton and Darlington Railway

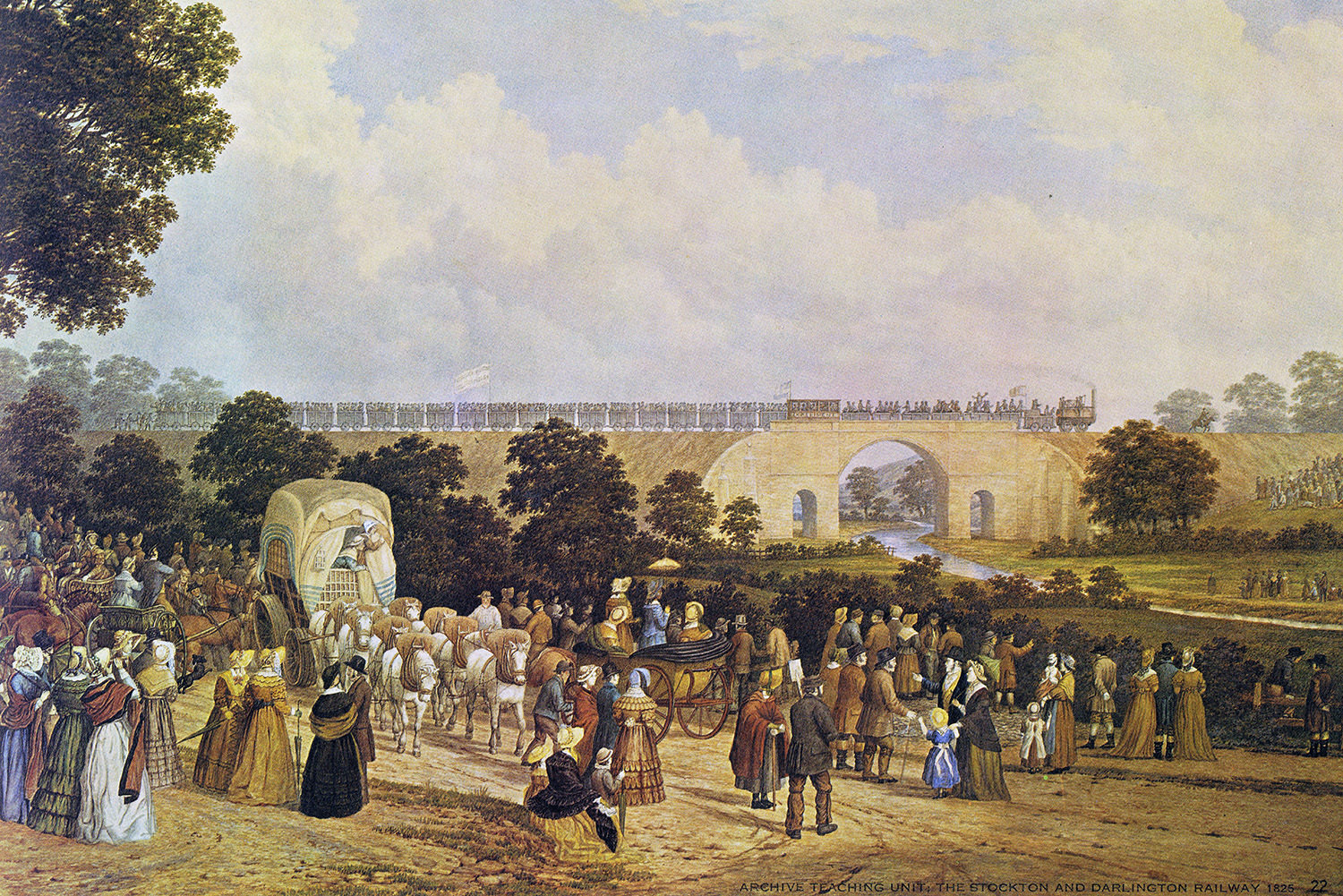
Opening van de spoorlijn tussen Stockton en Darlington in 1825. Schilderij van John Dobbin, geschilderd in de jaren 1880

De Stockton and Darlington Railway, in bedrijf genomen  in 1825, was wereldwijd de eerste openbare spoorlijn die voor het goederenvervoer gebruik maakte van stoomlocomotieven. Passagiers werden in de beginjaren nog met door paarden getrokken koetsen en wagons over de spoorbaan vervoerd. Deze spoorlijn is voor de geschiedenis van de spoorwegen ook daarom van bijzondere betekenis omdat de hier gekozen spoorwijdte van 1435 millimeter bij veel spoorwegmaatschappijen over de gehele wereld ingang vond als normaalspoor. De veertig kilometer lange route in Noordoost-Engeland verbond de kolenmijnen rond Bishop Auckland met Shildon, Darlington, Stockton-on-Tees en later ook met 'Port Darlington', het huidige Middlesbrough. Ondanks ernstige kinderziekten maakte deze nieuwe vorm van vervoer vanaf het begin veel indruk op tijdgenoten en heeft daarmee veel bijgedragen aan de stormachtige ontwikkeling van de spoorwegen.

## Voorgeschiedenis van de stoomtrein

### Kolentransporten in het Engeland van de 18e eeuw
Vanaf het begin van de 18e eeuw ontstond als gevolg van de industrialisatie van Engeland een snel toenemende behoefte aan kolen voor het groeiende aantal stoommachines, voor het smelten van ertsen en niet in de laatste plaats voor de verwarming van huizen in Londen en andere grote steden. In het noordoosten van Engeland en speciaal in de buurt van de monding van de rivier de Tees bevonden zich goed exploiteerbare kolenvoorraden.

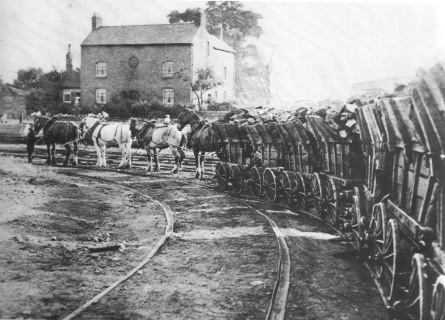
Door paarden getrokken trein van kolenwagens op de laatste nog functionerende 'tramweg’ in 1908

Sinds de Middeleeuwen werden de kolen met paarden naar nabijgelegen rivieren gebracht om van daaruit naar het verre Londen te worden verscheept. In de 16de eeuw waren voor dit doel alleen in het graafschap Durham constant honderden, vermoedelijk zelfs duizenden pakpaarden onderweg. De paarden droegen de kolen aanvankelijk in zijtassen. Later werden de kolen op karren geladen, waar de paarden voor werden gespannen. Paden en wegen waren echter voor dit soort zware karren veelal onvoldoende verhard. Vandaar dat er al gauw ‘tramwegen’ ontstonden, waarop een paard een ton kolen in een dag over een afstand van vijftien tot zeventien kilometer kon trekken. Deze tramwegen bestonden uit een in de bodem ingebouwde, met dikke houten planken bekleed rijspoor, waarover de karrenwielen met minder weerstand liepen. Geïnspireerd door de al eeuwenoude ervaringen met houten en later gietijzeren rails in mijnen en steengroeven werd tegen het einde van de 18e eeuw ook op tramwegen geëxperimenteerd met rails van gietijzer. Soms reden daarop hele treinen van kolenwagens, getrokken door een stel paarden. Om dat soort transporten soepel te laten verlopen moesten steile hellingen in het traject worden vermeden. Vanaf de 18e eeuw werden de tramwegen daarom steeds vaker voorzien van bruggen, dammen en viaducten en soms zelfs van tunnels.

### Stoommachines en eerste stoomlocomotieven: kinderen van de mijnbouw
Net als het gebruik van rails was ook de eerste praktische toepassing van stoommachines en stoomlocomotieven verbonden met de mijnbouw. Stoommachines werden er al sinds het begin van de 18e eeuw ingezet om water uit mijnschachten weg te pompen. Pas na de verbetering in de constructie van stoommachines door James Watt werden ze gaandeweg ook elders ingezet, waaronder de opkomende katoenindustrie. 
Vanaf het begin van de 19e eeuw werd ook geëxperimenteerd met de toepassing van – opnieuw verbeterde – stoommachines voor het transport van erts en kolen zowel binnen de mijnen als tussen de mijnen en de dichtstbijzijnde overslagplaatsen op schepen. Deels betrof dit vaste stoommachines die een reeks karren met touwen trokken. De eerste nog zeer langzaam rijdende stoomlocomotief, ontwikkeld door de Britse mijnbouwingenieur Richard Trevithick, werd vanaf 1804 toegepast op het terrein van een ijzermijn in Wales. Een fundamenteel probleem van deze nieuwe techniek was dat de rails, in die tijd nog gemaakt van gietijzer, geregeld braken onder de last van de zware locomotieven. Om die reden werd in 1817 een experiment met een stoomlocomotief bij de openbare Kilmarnock and Troon Railway in Schotland na korte tijd weer gestaakt. Dat probleem werd pas ondervangen in de in 1822 geopende Hetton Colliery Railway door voor de rails het duurdere en moeilijker te produceren gewalst smeedijzer te gebruiken. Het betrof een 13 km lange private spoorlijn voor het vervoer van kolen, de allereerste spoorlijn die geheel op stoomkracht functioneerde. Slechts op een relatief klein deel van deze lijn reden echter treinen met een locomotief. De overige trajectdelen waren gebouwd als hellingen waar stationaire stoommachines de wagens met kabels trokken.

## De bouw van de Stockton and Darlington Railway

### Lokale rivaliteiten – kanaal of tramweg?
Ook in de regio rond Stockton en Darlington werd al jaren gediscussieerd over mogelijkheden om het vervoer van kolen uit de mijnen rondom Bishop Auckland naar omliggende rivieren of havens efficiënter te organiseren. De aanleg van een spoorlijn lag in eerste instantie echter helemaal niet voor de hand. Sommige burgers van Stockton-on-Tees hadden juist het plan ontwikkeld om een kanaal van hun stad naar Evenwood aan de Gaunless aan te leggen, het zogenaamde Stockton and Auckland Canal. 
Het plan voor een dergelijk kanaal viel echter niet in goede aarde bij de in Darlington woonachtige zakenlieden Edward Pease, Jonathan Backhouse en Francis Mewburn. Het tracé voor het kanaal zou 13 kilometer van hun woonplaats en de omringende kolenmijnen komen te liggen. Geen goed nieuws voor Darlington. Zij zetten zich daarom in voor de bouw van een tramweg, die van Bishop Auckland over Darlington naar de haven van Stockton moest gaan lopen. In 1818 werd de benodigde goedkeuring van het Britse parlement voor de bouw van deze tramweg aangevraagd. Doordat een tramweg minder kapitaal zou vergen en door het opstellen van een geflatteerde kostenberekening slaagde Pease erin om zijn idee beter te presenteren dan het concurrerende kanaalproject. Toch werd deze eerste en ook een volgende goedkeuringsaanvraag afgewezen, vooral door de oppositie van Lord Darlington, die niet wilde dat de tramweg een van zijn favoriete gebieden voor de vossenjacht zou doorsnijden. 
Met een nieuw voorstel voor de route wou het comité van Darlington in 1820 opnieuw goedkeuring aan het parlement vragen. De dood van Koning George III op 29 januari 1820 en de daaropvolgende verkiezingen voor Britse parlement stelden de nieuwe goedkeuringsaanvraag echter uit tot 1821. Het door George Overton nieuw ontworpen traject was ongeveer 60 kilometer lang en had vijf zijlijnen. Op 12 april 1821 keurde het Lagerhuis en op 17 april 1821 het Hogerhuis het voorstel goed. Al op 19 april gaf George IV zijn koninklijke goedkeuring.
In de vergunning werd onder meer opgenomen dat iedereen een spoorwegwagon over de tramweg kon laten rijden, mits hij maar de gestelde tarieven betaalde en gebruik maakte van veilige uitrusting. Het bedrijf zou in de winter tussen 7 uur 's ochtends en 6 uur 's avonds plaatsvinden en in de zomer tussen 5 uur 's ochtends en 10 uur 's avonds. In de vergunning werd noch het belangrijkste doel van de investering, het transport van kolen, noch het eventuele vervoer van passagiers genoemd.

### George Stephenson: spoorlijn in plaats van tramweg

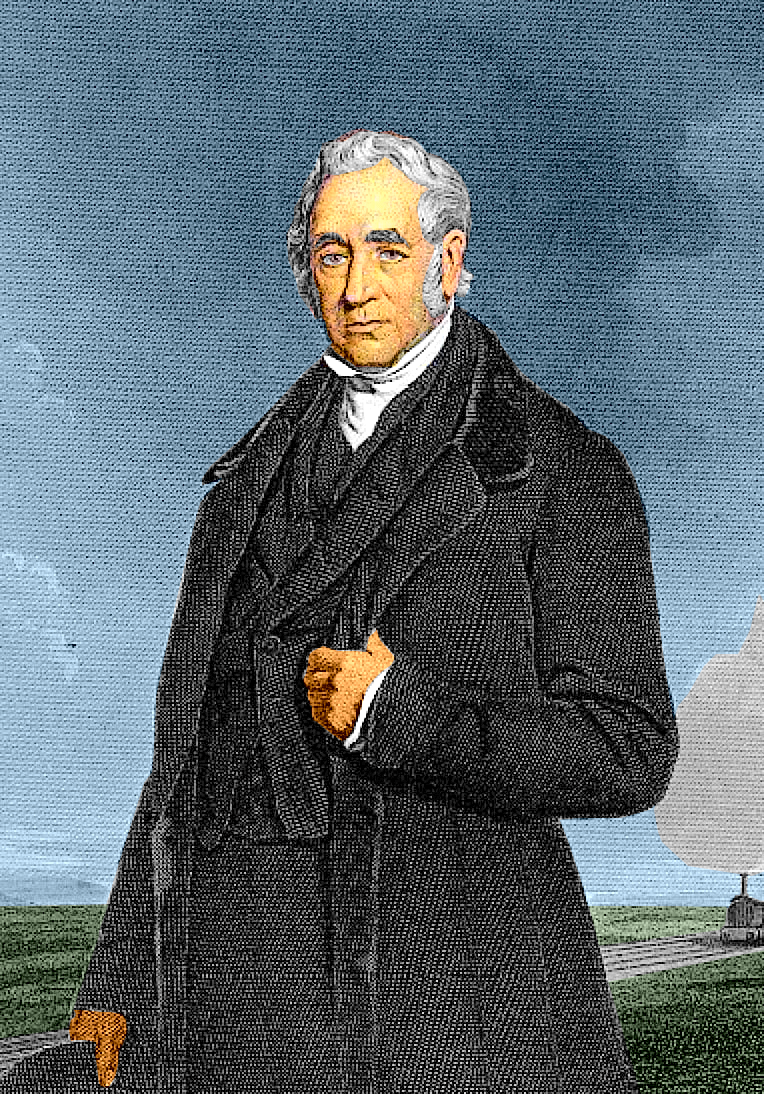
George Stephenson

Op de avond dat Pease wachtte op de cruciale boodschap over de goedkeuring uit Londen, sprak hij bij hem thuis met de manager van de kolenmijn Killingworth, Nicholas Wood en zijn ingenieur George Stephenson. Anekdotes zeggen dat Stephenson Pease' huis blootsvoets betrad. Stephenson stelde Pease voor om in plaats van een tramweg een echte spoorbaan en locomotieven te bouwen. Hij verklaarde dat "een paard op de rails van een spoorlijn 10 ton, tegen 1 ton op een gebruikelijke tramweg kon trekken". De door hem in Killingworth gebouwde locomotief Blücher was volgens hem zelfs vijftig paarden waard.
Pease bezocht de Killingworth-mijn en rapporteerde aan zijn commissieleden over de indrukwekkende prestaties van deze machine. Besloten werd in plaats van een tramweg een spoorweg aan te leggen. Tegen het verzet van sommige commissieleden in drukte Pease door dat het tracé door Stephenson opnieuw vastgelegd zou worden en aangepast aan de eisen van een spoorlijn. Stephenson ontving een vaste aanstelling en de opdracht voor de bouw van de spoorweg. Hij kreeg een salaris van 660 pond sterling per jaar. Met financiële steun van Pease richtte George Stephenson, samen met zijn nog slechts 19-jarige, maar veel beter geschoolde zoon Robert, de Robert Stephenson and Company Limited op voor de bouw van locomotieven en stationaire stoommachines.
Ondertussen spande de commissie zich in om parlementaire goedkeuring te verkrijgen voor het door Stephenson herziene tracé dat voor het grootste deel geschikt was voor treinen met stoomlocs. Alleen in de heuvels rond de mijnen van Bishop Auckland had Stephenson hellingen met stationaire stoommachines gepland. Tegen dit tracé kwam wederom Lord Darlington in het geweer. Diens bezwaar werd echter nu afgewezen. De op 23 mei 1823 verleende goedkeuring gaf toestemming om een tarief van 6 shilling per mijl te rekenen voor eenieder die een passagiersvoertuig over de route wilde laten rijden. Zo werd voor het eerst het idee van passagiersvervoer over het spoor geïntroduceerd. Belangrijker echter was dat de operatie met een zelfrijdende trein wettelijk werd toegestaan.

### Bouw van de spoorlijn

De route van de Stockton and Darlington Railway in 1827 (in zwart) met de huidige spoorlijnen (in rood)

Nu werd het menens om deze nieuwe vorm van infrastructuur en vervoer daadwerkelijk te realiseren. De initiatiefnemers werden daarbij met tal van nieuwe problemen en vraagstellingen geconfronteerd. De organisatie en bedrijfsvoering, de bouw van nieuwe locomotieven, het kwam er allemaal langs. Ook voor de bouw van de spoorlijn zelf moesten veel moeilijkheden worden overwonnen en nieuwe soorten constructies bedacht. Tracés moesten worden opgehoogd, tot 15 meter hoge dammen aangelegd en ook enkele viaducten gebouwd. George Stephenson liet daarbij zien niet alleen kwaliteiten als bouwer van stoomlocomotieven te bezitten maar ook die van landmeetkundige en van civiel ingenieur.
Op het aarden lichaam werd zoals bij de tramwegen een houten onderbouw gelegd waarop in totaal 64.000 stenen dwarsliggers werden gemonteerd. Deze hadden paarsgewijs gerangschikte gaten voor de nagels, waarmee men de dwarsliggers door de stenen laag heen aan het hout bevestigde. Deze ‘dwarsliggers’ werden echter, zoals toen bij de tramwegen nog gebruikelijk, nog langs in plaats van loodrecht op de rails gelegd. De latere ligging loodrecht op de rails, wat een stabielere spoorligging tot gevolg heeft, werd pas enige jaren later ingevoerd.

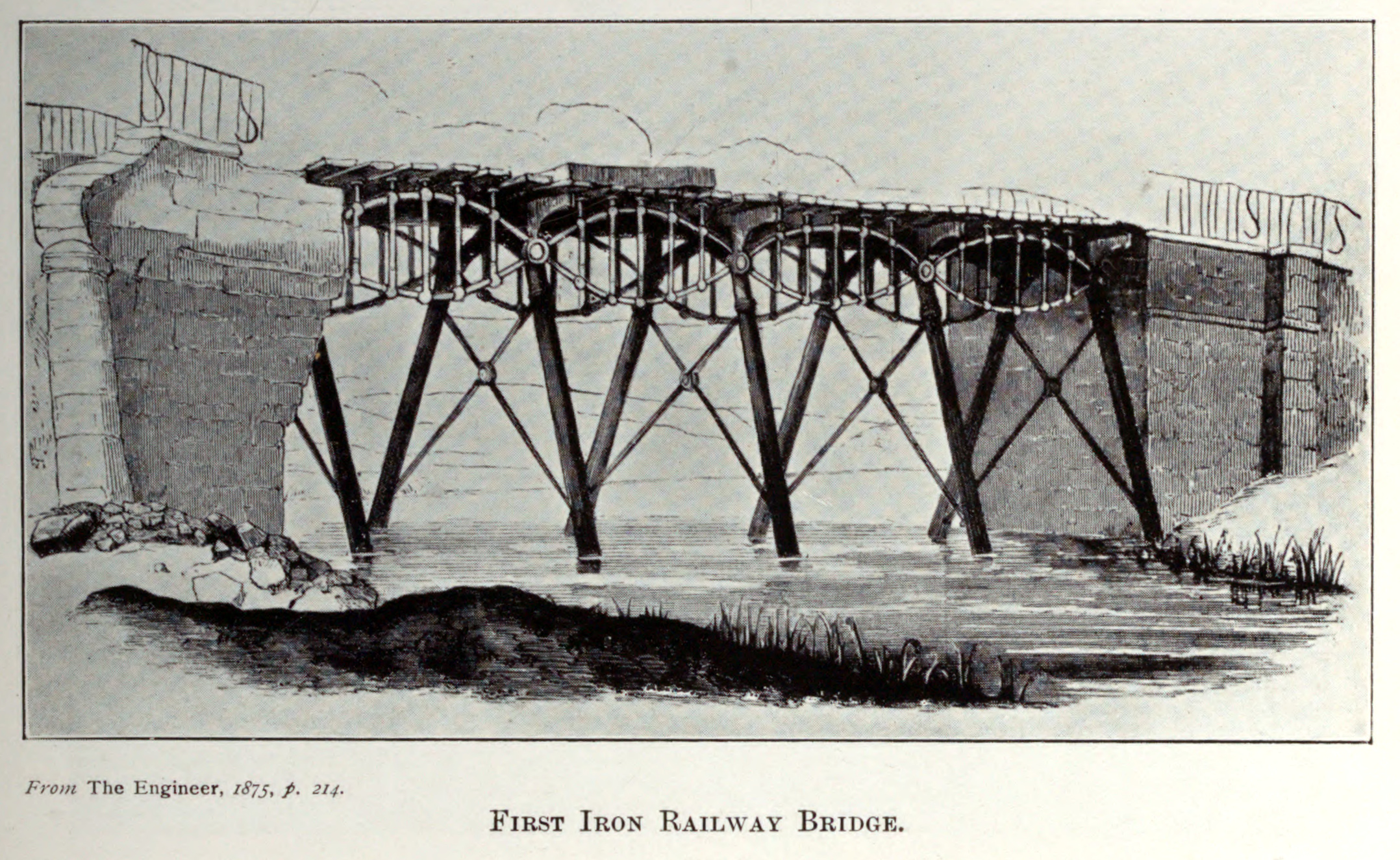
De door Stephenson ontworpen ijzeren brug over de rivier Gaunless

Stephenson had de commissie ook ervan weten te overtuigen om te kiezen voor gewalste rails van smeedijzer in plaats van het tot dan gebruikelijke en goedkopere gietijzer. In plaats van de L-vormige rails op tramwegen waarop karren met platte wielen reden, werd gekozen voor een door Stephenson ontworpen railprofiel en daarmee ook voor het gebruik van spoorwielen met flenzen. De opdracht voor de rails werd voor 14.000 pond sterling aan de Bedlington Iron Works vergeven. Om de commissie te overtuigen zag Stephenson af van de 500 pond, waar hij, als patenthouder van het proces voor gewalst ijzer, recht op had. Hierdoor verloor hij echter de vriendschap van zijn medepatenthouder William Losh, die deze actie van Stephenson als bedrog zag. 
In het verdere verloop van het project had Stephenson moeilijkheden om de locomotieven op tijd af te krijgen. Het probleem voor Stephenson en zijn zoon was, paradoxaal genoeg, dat zij te succesvol waren. Zij hadden tegelijkertijd nog meer orders aangenomen voor nieuwe spoorprojecten. Bovendien vertrok zijn zoon Robert midden in de werkzaamheden naar Zuid-Amerika, waar hij een baan als ingenieur bij de Colombian Mining Association op zich nam. Pease stelde in 1824 in plaats van Stephenson Michael Longbridge, de eigenaar van de Bedlington Iron Works, aan als uitvoerend ingenieur. Deze bleek echter niet in staat om de problemen bij de bouw van locomotieven te overwinnen. Pas in 1825 lukte het Stephenson onder flinke druk van Pease om zijn Locomotion No. 1 af te maken. Op 26 september 1825 vonden testritten plaats.

### De feestelijke openingsrit
Reeds 1 dag later, op 27 september, was het tijd voor de eerste officiële rit. De reis begon vroeg ’s ochtends met een trein van 12 kolenwagons op de Brusselton-helling tussen West Auckland en Shildon. Er waren duizenden toeschouwers. Met behulp van een ruim 1,9 kilometer lang touw werd de trein eerst met behulp van een stationaire machine bergop getrokken en een halve mijl verder weer naar beneden gelaten. Daar aangekomen werd de locomotief aan de trein gekoppeld waar George Stephensons broer James aan de hendels stond. 21 extra wagons waarop zitplaatsen waren gemonteerd werden eraan toegevoegd. Er was zelfs een speciaal geconstrueerde passagierswagon met de naam Experiment voor Pease, de Stephensons en andere hoge gasten.
De rit van de lange feesttrein met 450 tot 600 mensen aan boord – de directeuren hadden slechts plaats voor 300 mensen toegestaan – verliep niet vlekkeloos. In het begin liep een van de wagons herhaaldelijk uit de rails en moest worden afgekoppeld. Vervolgens moest George Stephenson een stuk oud touw uit een pijp verwijderen om een verstopping te verhelpen. Toch maakte de trein indruk. Op de licht dalende hellingen bereikte hij snelheden van tot 24 km/h, duidelijk sneller dan de paarden die parallel aan de trein reden. Zonder rekening te houden met de tussenstops werd Darlington met een gemiddelde snelheid van 13 km/h bereikt. Daar werd de trein verwelkomd door 10.000 nieuwsgierige mensen. In het vlakke deel richting Stockton had de Locomotion No. 1 echter moeite om de lange, zware trein te trekken. Bij de aankomst in de haven van Stockton - drie uur en zeven minuten na het vertrek in Darlington – werd de trein begroet met 21 saluutschoten. Aan het aansluitende feestelijke diner in het stadhuis namen ruim 100 mensen deel, waaronder ook vertegenwoordigers van een ander in voorbereiding zijnd groot spoorproject, de vijf jaar later geopende Liverpool and Manchester Railway, die de doorbraak zou inluiden naar het spoorwegtijdperk.

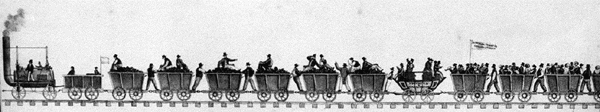
Contemporaine illustratie van de eerste rit. Tussen de wagens staan op de koppelingen de remmers klaar.

## Beginjaren: kinderziekten en uitbreiding

### Timothy Hackworth verbetert de locomotieven
Al snel werd duidelijk dat de nieuwe techniek van spoorvervoer en stoomlocomotieven nog vele kinderziekten moest overwinnen. Op 1 juli 1828 vernietigde een ketelontploffing Stephensons Locomotion nr. 1 nabij het huidige Heighington. Daarbij werd de machinist gedood en raakte de tweede man blijvend invalide. De wrakstukken raakten over meerdere velden verspreid. Ook de andere door Stephenson gebouwde locomotieven - de nr. 2, Hope (november 1825), de nr. 3, Black Diamond (april 1826) en de nr. 4, Diligence (mei 1826) – vertoonden gebreken. Van twee van deze locomotieven barstte na enige tijd eveneens de ketel. Het bedrijf ontbrak het daarom in het begin voortdurend aan operationele locomotieven. Ook werden de wagons al na enkele jaren omschreven als zijnde in zeer slechte staat.

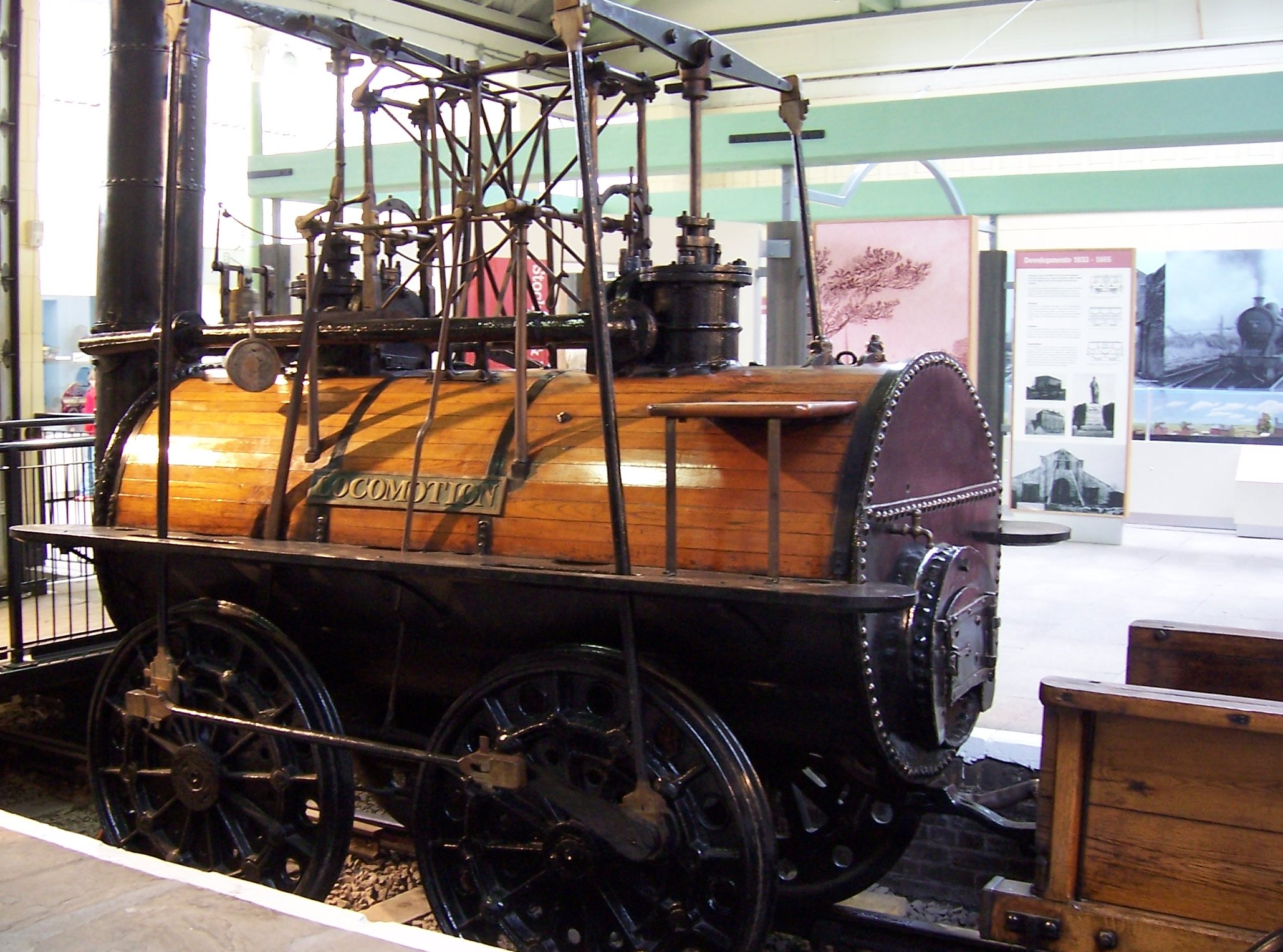
Replica van de Locomotion no. 1 in het spoorwegmuseum Darlington

Om het onderhoud van de machines veilig te stellen, stelde Pease Timothy Hackworth aan. Hackworth had in 1813 reeds William Hedley's locomotief, de Puffing Billy, voor de kolenmijn in het nabijgelegen Wylam gebouwd. Al eerder had Stephenson hem de helft van zijn salaris geboden, als hij voor hem zou gaan werken. Aangezien Hackworth echter onafhankelijk wilde blijven, richtte de commissie naast zijn huis in Shildon een werkplaats met 20 arbeiders in. Hackworth bouwde de ontplofte Locomotion nr. 1 met succes opnieuw op; deze locomotief zou daarna nog tot in 1841 goede diensten bewijzen en in totaal 40.000 kilometer rijden. Terwijl de spoorwegeigenaren al vraagtekens zetten bij het concept van locomotieven, bleef Hackworth erin geloven. 1827 bouwde hij zelf een nieuwe locomotief, de zeswielige Royal George. Deze had in vergelijking met de machines van Stephenson een dubbel verwarmingsoppervlak. Stephensons broer was er zo van onder de indruk dat hij de Royal George de ‘beste machine in de wereld’ noemde. Helaas explodeerde in maart 1828 ook de ketel van deze locomotief. De Royal George werd later in de werkplaats in Shildon wel opnieuw opgebouwd. Ondanks deze tegenslag droeg Hackworth meer aan een succesvolle exploitatie van de locomotieven van de Stockton and Darlington Railway bij dan de meer bekende Stephenson.

### Contractbasis en paard-aangedreven personenvervoer
In de tussentijd was de Stockton and Darlington Railways diep in de schulden geraakt. De bouwkosten van de spoorlijn waren veel hoger uitgevallen dan in het begin was ingeschat. Er waren veel problemen met de eerste locomotieven. De economisch noodzakelijke zijsporen naar de mijnen bij Coundon en naar Croft konden enkele jaren nog niet worden geëxploiteerd op de wijze zoals beloofd. Er moesten zelfs compensatiebetalingen aan mijneigenaren worden uitgekeerd, omdat deze nog steeds paardenwagens moesten gebruiken. De nogal chaotische organisatie werkte in het begin ook niet echt mee. Voor een groot deel dreef de SD&R in het begin op individuele contractbasis. De machinisten van de locomotieven konden voor elke vervoerde ton steenkool per mijl een farthing in rekening brengen, maar zij moesten van dit geld zelf de brandstof, de olie en de inbouw van een vuurhaard betalen.

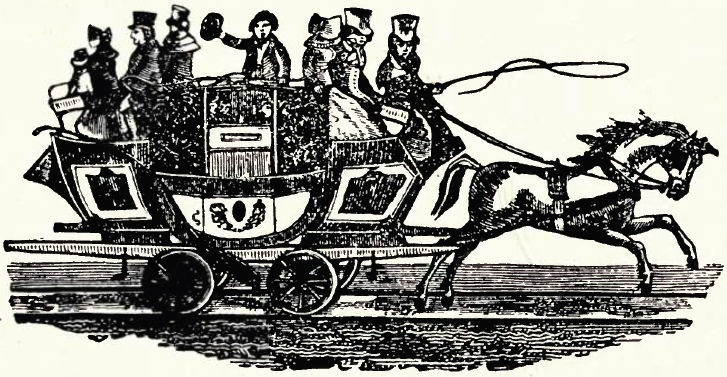
De koets Union, volgens een advertentie uit die tijd

Toch waren er ook onmiskenbaar successen. Al in de eerste drie maanden vervoerde de lijn 10.000 ton kolen en verdiende daarmee bijna £2,000. Spoorvervoer bleek economisch dermate interessant dat de prijs voor kolen in Stockton al in die periode daalde van 18 naar 12 shilling, en een jaar later nog verder naar 8 shilling en 6 pence. Om extra geld binnen te halen werd de passagierswagon Experiment kort na de opening voor 200 pond per jaar verhuurd. Andere ondernemers volgden en exploiteerden koetsen op de spoorlijn. Hoewel passagiersvervoer oorspronkelijk geen onderdeel was van het project, bleek ook dit onderdeel verrassend succesvol. Binnen een jaar maakten tussen 30.000 en 40.000 passagiers gebruik van de nieuwe dienst. De combinatie van stoomtreinen en paardenkoetsen leverde echter de nodige problemen op. Omdat er geen duidelijke regels waren, werd bij ontmoetingen van koetsen onderling en met stoomtreinen geregeld, tot soms urenlang, om het voorrangsrecht gestreden. Na onderweg door passagiers en de koetsier genoten alcoholische consumpties werden tegemoetkomende passagiers en koetsen zelfs weleens op gewelddadige wijze van de rails verwijderd. Problematisch was ook dat er voor de koetsen geen limiet op het aantal passagiers was gesteld. Volgens de verhalen was de koets Defence eens bezet door 46 personen, terwijl er slechts voor negen een zitplaats binnenin beschikbaar was.

### ‘Port Darlington’ - de eerste spoorwegstad
Ondanks deze moeilijkheden breidde de S&DR haar activiteiten gestaag uit. De belangrijkste haven van Stockton werd voor het toenemende aantal kolentransporten al snel ervaren als te klein en te ver van de zee gelegen. De pioniers uit Darlington planden daarom vanaf 1827 een uitbreiding naar de kwelders van Middlesbrough. In 1828 vroegen zij hiervoor goedkeuring aan het Britse Parlement. De eigenaren van de bestaande havens en de schippers op de Tees boden fel tegenstand. Ook binnen het bedrijf zelf gaf dit plan problemen. Leonard Raisbeck uit Stockton, pleitbezorger voor de spoorlijn van het eerste uur, en voorzitter Thomas Meynell uit Yarm trokken zich terug, omdat ze nadelen voor hun beider steden vreesden. Zo werd de S&DR een puur door de Darlingtonse groep rondom de familie Pease gedomineerde spoormaatschappij. Joseph Pease, een zoon van Edward Pease, deed met deze ontwikkeling de zaak van zijn leven. Samen met vier andere quakers uit Londen en Norwich, verwierf hij de 520 acre (2.1 km²) grote Middlesbrough Estate. De nieuwe eigenaren begonnen er direct mee een haven te bouwen, die zij - zeer tot ergernis van de inwoners van Stockton - "Port Darlington" - noemden. Het moest een moderne haven worden waar de kolen met stoomkranen, ontworpen door Timothy Hackworth, in vrachtschepen werden overgeslagen. 

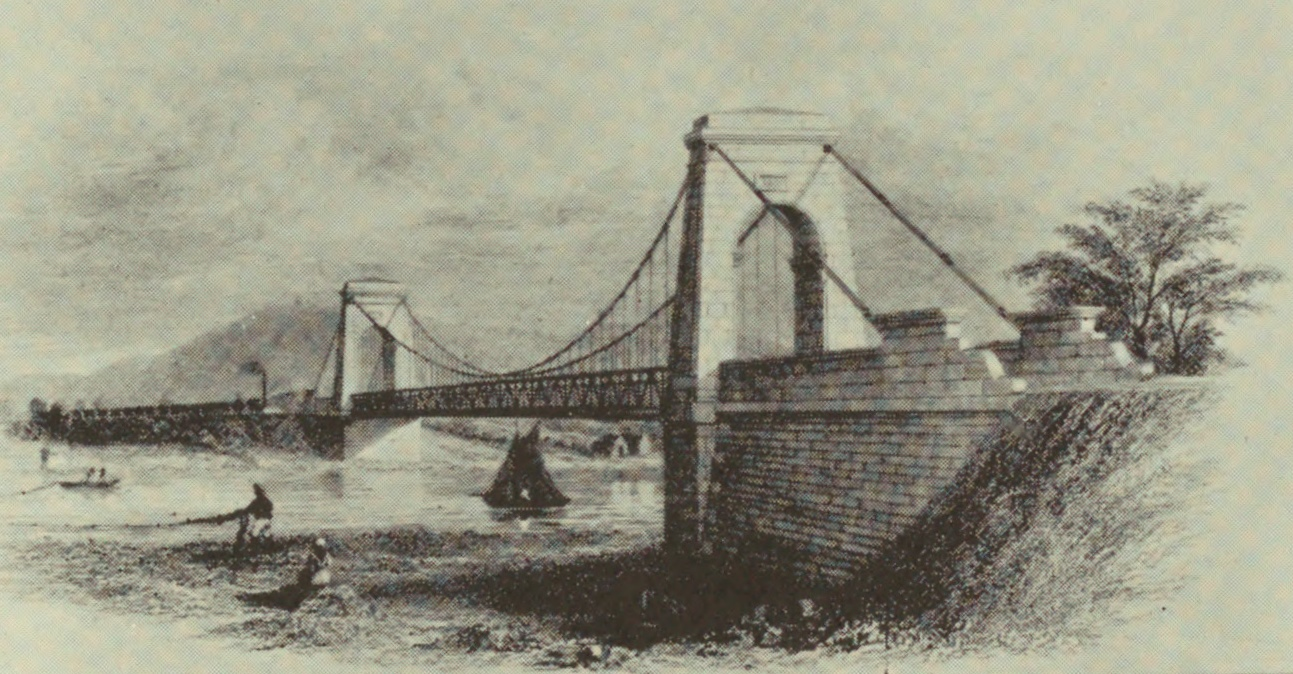
De elegante, maar technisch niet bevredigende hangbrug over de Tees

Na tal van conflicten kon men in november 1829 met de aanleg van de spoorlijn naar de nieuwe haven beginnen. Om deze te bereiken moest nog wel een belangrijke hindernis worden overwonnen. Nabij Stockton moest een brug worden gebouwd over de hier al flink brede Tees, en dat zonder het scheepvaartverkeer op de rivier te belemmeren. Geïnspireerd door de spraakmakende, net enkele jaren eerder gereedgekomen Menai Bridge en Conwy Bridge in Wales werd gekozen voor de toen nog bijzondere constructie van een hangbrug. Een hangbrug voor zwaar spoorverkeer – de afstand tussen de hoge pijlers bedroeg 86 meter, de brug lag ruim 6 meter boven het hoogwaterpeil van de rivier – was nog nooit vertoond. Op 27 december 1830 reed de eerste kolentrein met eregasten over de brug naar Port Darlington. Deze dag wordt als de geboortedag van de latere spoorwegstad, Middlesbrough gezien. Helaas bleek de brug niet helemaal bestand tegen de zware kolentreinen. Treinen mochten uiteindelijk alleen in groepen van vier wagons met een afstand van negen voet over de brug rijden. In 1844 werd deze brug daarom alweer afgebroken en vervangen door een andere constructie, ontworpen door Robert Stephenson.

### Bedrijfsstabilisatie
Rond 1830 beschikte de S&DR al over een routenetwerk van 72 kilometer met vier zijlijnen. In 1832 waren er 19 locomotieven die, met dank aan de inzet en vaardigheden van Timothy Hackworth, alle inzetbaar waren. Tussen Brusselton (ten westen van Darlington) en Stockton was het traject zelfs tweesporig, dit om het drukke verkeer daar in goede banen te leiden.
Er bestond echter nog steeds een groot probleem - de paarden en hun eigenaren. De S&DR was weliswaar de eigenaar van het spoor, maar iedereen had het recht om de rails te gebruiken, op voorwaarde dat hij de gevraagde vergoedingen betaalde en zich aan de regels hield. De S&DR zelf exploiteerde alleen de kolentreinen. Het passagiersvervoer met koetsen werd door de S&DR steeds meer ervaren als een belemmering en gevaar. Het was niet ongewoon dat koetsiers hun paard en wagen op de rails lieten staan, terwijl zij zelf een borrel namen in de pub. Bij een dergelijke gelegenheid reed de locomotief Globe bij Aycliffe Lane vol in op een niet-verlichte, op het spoor staande koets. In augustus 1833 werd een aantal eigenaren van passagierwagons schuldig bevonden dat zij hun ritten niet correct hadden aangemeld om zo geld te besparen. 
Zo kreeg de S&DR-commissie de langverwachte reden in handen om de contracten met deze ondernemers op te zeggen en hen uit te kopen. Het concept van het spoor als een ‘openbare weg’, zoals in Engeland op gewone wegen heel lang gebruikelijk, werd daarmee beëindigd. De spoorwegmaatschappij kon nu exclusief over haar spoorrails beschikken en zelf ook het passagiersvervoer te exploiteren. Op deze uitkomst was reeds geanticipeerd. Hackworth had al in 1829 de opdracht gekregen een locomotief te bouwen die een hogere snelheid kon rijden: de Globe, gebouwd  in Robert Stephensons werkplaats in Newcastle upon Tyne. Deze locomotief zou lichte houten wielen hebben gehad en een topsnelheid van bijna 80 kilometer per uur hebben gehaald. Haar eerste reis, onder leiding van de machinist Johnny Morgan, was tegelijkertijd ook de opening van de spoorlijn naar Port Darlington. Na het uitkopen van de particuliere passagiersvervoerders werd de Globe uitsluitend voor personenvervoer ingezet, tot ook zij in januari 1838 als gevolg van een falende watertoevoer getroffen werd door een ketelexplosie.

## De latere jaren

### Fusies in de 19e en 20e eeuw
In de tussentijd werden er in Engeland ook op vele andere plaatsen in hoog tempo spoorlijnen aangelegd. In de jaren 1840 kende Engeland zelfs een ware spoorwegmanie. In korte tijd ontstond zo een steeds meer samenhangend netwerk. Als gevolg daarvan gingen vele van de voorheen kleine spoorwegmaatschappijen fuseren tot grotere maatschappijen. Dat gebeurde ook bij de S&DR. Op 23 juli 1858 werd de pas in 1846 opgerichte Middlesbrough and Redcar Railway (M&RR) overgenomen. Deze 15 kilometer lange spoorlijn liep langs de zuidelijke oever van de rivier de Tees. Nieuw ontdekte ijzerertsvoorkomens, alsook het plan voor een badplaats zetten de S&DR-directeur Henry Pease ertoe aan de lijn in 1861 te verlengen van Redcar tot aan de kust bij Saltburn. De rails van die lijn liepen uiteindelijk comfortabel tot aan de achterkant van het daar gebouwde chique Zetland Hotel.
Op 13 juli 1863 fuseerde de S&DR met de slechts enige jaren eerder uit twee andere spoorwegmaatschappijen gevormde North Eastern Railway. Deze werd in 1923 omgezet in de Londen and North Eastern Railway (LNER). Na de oorlog werd deze in 1948, net als alle grote Britse spoorlijnen door nationalisatie opgenomen in het nieuwe bedrijf British Rail.

### De huidige situatie
De route van Bishop Auckland over Darlington en Stockton-on-Tees naar Middlesbrough en verder naar Saltburn wordt tot op de dag van vandaag gebruikt als onderdeel van het Engelse openbaar vervoersysteem. Tot 2004 werd het treinverkeer er door Arriva Trains geëxploiteerd, een besloten vennootschap voor openbaar vervoer, die ook in Nederland actief is.
Sinds 2004 rijden op de rails om het uur en soms om het halfuur treinen van Northern Rail, een consortium van Abellio, de Engelse dochteronderneming van de Nederlandse Spoorwegen, en van de Serco Group, een internationaal opererend servicebedrijf voor openbaar vervoer. Dit consortium won in 2003 de tender voor de exploitatie van het Noordoost-Engelse spoorwegnet. Langs deze route bevindt zich in Stockton-on-Tees 's werelds oudste in bedrijf zijnde spoorwegstation. Andere oude stations werden deels opgenomen in een spoorwegmuseum.